# Parafia Najświętszego Zbawiciela w Sosnowcu
Parafia Najświętszego Zbawiciela w Sosnowcu – rzymskokatolicka parafia znajdująca się w dekanacie sosnowieckim - Wniebowzięcia NMP, diecezji sosnowieckiej, metropolii częstochowskiej w Polsce, erygowana w 1985 roku.

## Historia
Parafia została erygowana 15 lutego 1985 roku przez bpa częstochowskiego Stanisława Nowaka. Nabożeństwa do 18 maja 1996 roku odbywały się w tymczasowej kaplicy. Budowę kościoła rozpoczęto 24 kwietnia 1990 roku. Autorem projektu był architekt Andrzej Purszke. Świątynię konsekrował 14 września 2000 roku bp ordynariusz Adam Śmigielski.

## Zasięg parafii
Ulice: Akacjowa, Naftowa, Różana, Willowa.

## Proboszczowie[2]
- ks. Jan Leks (1985–1994)
- ks. Stanisław Straż (1994–2014)
- ks. Stanisław Litwa (2014–2024)[1]
- ks. Antoni Kazior (administrator od 27 sierpnia 2024)[3]